# Diploprion
Diploprion är ett släkte av fiskar. Diploprion ingår i familjen havsabborrfiskar.
Kladogram enligt Catalogue of Life:
| Diploprion | \| \| Diploprion bifasciatum \| \| \| \| \| \| Diploprion drachi \| \| \| \| |
|            | \| \| Diploprion bifasciatum \| \| \| \| \| \| Diploprion drachi \| \| \| \| |
|            | Diploprion bifasciatum                                                       |
|            |                                                                              |
|            | Diploprion drachi                                                            |
|            |                                                                              |